# Formania mekongensis
 Formania mekongensis   W.W.Sm. & J.Small, 1922 è una specie di piante angiosperme dicotiledoni della famiglia delle Asteraceae, sottofamiglia Asteroideae,  tribù Astereae (Basal grade) e sottotribù Formaniinae.  Formania mekongensis  è anche l'unica specie del genere  Formania  W.W.Sm. & J.Small, 1922 e della sottotribù Formaniinae G.L.Nesom, 2020.

## Etimologia
Il nome scientifico della specie è stato definito dai botanici William Wright Smith (1875-1956) e James Small (1889-1955) nella pubblicazione " Trans. & Proc. Bot. Soc. Edin." ( Trans. & Proc. Bot. Soc. Edin. 28: 92) del 1922. Il nome scientifico del genere è stato definito nella stessa pubblicazione. Il nome della sottotribù è stato definto dal botanico Guy L. Nesom (1945-) nella pubblicazione "Phytoneuron. Digital Publications in Plant Biology" (Phytoneuron 2020-53: 25) del 2020.

## Descrizione
Portamento. Le specie di questo genere hanno un habitus di tipo piccolo-arbustivo tentacolare.
Fusto. La parte aerea in genere è eretta, semplice o ramosa. Altezza massima: 30 - 100 cm.
Foglie. Le foglie in genere sono disposte in modo alternato e sono picciolate. La lamina è semplice con margini poco lobati o seghettati grossolanamente e irregolarmente con denti spinulosi. La consistenza è coriacea e spessa. Le superfici sono minutamente stipitato-ghiandolari.
Infiorescenza. Le sinflorescenze sono composte da diversi capolini raccolti in formazioni corimbose sciolte. Le infiorescenze vere e proprie sono composte da un capolino terminale peduncolato di tipo radiato con fiori eterogami. I capolini sono formati da un involucro, con forme cilindriche, composto da diverse brattee, al cui interno un ricettacolo fa da base ai fiori di due tipi: fiori del raggio e fiori del disco. Le brattee, con forme oblunghe o lanceolato-oblunghe, a consistenza erbacea e con margini scariosi, sono disposte in modo più o meno embricato su 4 serie. Il ricettacolo, fimbriato, in genere è nudo ossia senza pagliette a protezione della base dei fiori; la forma è piatta o da convessa a conica.
Fiori.  I fiori sono tetra-ciclici (formati cioè da 4 verticilli: calice – corolla – androceo – gineceo) e pentameri (calice e corolla formati da 5 elementi). Si distinguono in:
- fiori del raggio (esterni) circa 10 per capolino: sono femminili e sono disposti su una sola serie; la forma è ampiamente ligulata (zigomorfa); lunghezza delle ligule 2,5 - 3 mm;
- fiori del disco (centrali) circa 8 per capolino: sono più numerosi con forme brevemente tubulose (attinomorfe); sono ermafroditi o (raramente) funzionalmente maschili.

- Formula fiorale:

*/x K {\displaystyle \infty }, [C (5), A (5)], G 2 (infero), achenio
- Calice: i sepali del calice sono ridotti ad una coroncina di squame.

- Corolla: la forma della corolla alla base è più o meno imbutiforme, mentre all'apice è ligulata (i fiori del raggio) o tubolare con 5 (raramente 4) lobi (i fiori del disco); i lobi, patenti o eretti, hanno una forma triangolare. I colori della corolla sono giallo e giallo pallido.

- Androceo: l'androceo è formato da 5 stami sorretti da filamenti generalmente liberi; gli stami sono connati e formano un manicotto circondante lo stilo. Le basi delle antere sono sagittate con padiglione auricolare corto e acuto alla base: mentre le appendici apicali sono lungamente acute. Il tessuto endoteciale (rivestimento interno dell'antera) è quasi sempre polarizzato (con due superfici distinte: una verso l'esterno e una verso l'interno). Il polline è sferico con un diametro medio di circa 25 micron;  è tricolporato (con tre aperture sia di tipo a fessura che tipo isodiametrica o poro) ed è echinato (con punte sporgenti).[10][13]

- Gineceo: l'ovario è infero uniloculare formato da 2 carpelli.[6] Lo stilo (il recettore del polline) è profondamente bifido (con due stigmi divergenti) e con le linee stigmatiche marginali separate.[14] I due bracci dello stilo hanno una forma lanceolata e possono essere papillosi o ricoperti da ciuffi di peli. Lo stilo dei fiori del raggio è supinato.

Frutti. I frutti sono degli acheni con pappo; in alcune specie è presente un certo dimorfismo (gli acheni dei fiori del raggio differiscono dagli acheni dei fiori del disco);
- achenio: gli acheni, con forme obovoidi, sono lateralmente compressi con tre nervature (o coste). La superficie è strigosa e ghiandolare scarsamente stipitata. La parete dell'achenio è formata da celle contenenti rafidi ma prive di fitomelanina; il carpoforo normalmente è anulare; le setole con punte a forma di ancora non sono presenti;
- pappo: il pappo, triseriato, è formato da 5 - 6 setole lineari a punta acuta e una serie (esterna) più breve di setole.

## Biologia
Impollinazione: tramite insetti (impollinazione entomogama tramite farfalle diurne e notturne).

Riproduzione: la fecondazione avviene fondamentalmente tramite l'impollinazione dei fiori.

Dispersione: i semi cadono a terra e vengono dispersi soprattutto da insetti come formiche (disseminazione mirmecoria). Un altro tipo di dispersione è zoocoria: gli uncini delle brattee dell'involucro (se presenti) si agganciano ai peli degli animali di passaggio che portano così i semi anche su lunghe distanze. Inoltre per merito del pappo il vento può trasportare i semi anche per alcuni chilometri (disseminazione anemocora).

## Distribuzione e habitat
La specie di questa voce è distribuita in Cina centrale. L'habitat preferito sono i pendii rocciosi e le pareti rocciose secche.

## Sistematica
La famiglia di appartenenza di questa voce (Asteraceae o Compositae, nomen conservandum) probabilmente originaria del Sud America, è la più numerosa del mondo vegetale, comprende oltre 23.000 specie distribuite su 1.535 generi, oppure 22.750 specie e 1.530 generi secondo altre fonti (una delle checklist più aggiornata elenca fino a 1.679 generi). La famiglia attualmente (2021) è divisa in 16 sottofamiglie; la sottofamiglia Asteroideae è una di queste e rappresenta l'evoluzione più recente di tutta la famiglia.

### Filogenesi
Il genere della specie di questa voce è descritto nella sottotribù Asterinae, una delle quasi 40 sottotribù della tribù Astereae. In base alle ultime ricerche nella tribù sono stati individuati (provvisoriamente) 5 principali lignaggi: Basal grade - Bellis lineage - Aster lineage - Baccharis lineage e North American lineage.
Il genere  Formania (insieme alla sottotribù Formaniinae) è incluso nel Basal grade che comprende il gruppo sudamericano-oceania delle sottotribù Chiliotrichinae, Celmisiinae e Oritrophiinae, i gruppi africani delle Homochrominae, Pteroniinae e Eschenbachiinae e il gruppo dei generi legnosi del Madagascar (Madagasterinae). In particolare la sottotribù Formaniinae fa parte del sottogruppo dell'Eurasia.
I caratteri distintivi della specie  Formania mekongensis sono:
- il portamento è arbustivo;
- le foglie sono lobate e ghiandolari;
- i fiori del raggio sono gialli e larghi;
- la superficie degli acheni è strigosa e ghiandolare.